# (16032) 1999 FU30
A (16032) 1999 FU30 a Naprendszer kisbolygóövében található aszteroida. A LINEAR projekt keretében fedezték fel 1999. március 19-én.